# 3903 Kliment Ohridski
3903 Kliment Ohridski este un asteroid din centura principală, descoperit pe 20 septembrie 1987 de Eric Elst.